# Вирт, Кристиан
Кри́стиан Ви́рт (нем. Christian Wirth; 24 ноября 1885, Бальцхайм — 26 мая 1944 или 16 мая 1944, Хрпелье-Козина) — немецкий военный преступник, штурмбаннфюрер СС и майор полиции (12 февраля 1943 года). Сначала занимался убийством психически больных и инвалидов. Позднее был комендантом лагеря смерти Белжец, а затем генеральным инспектором лагерей смерти операции «Рейнхард».

## Биография
Работал плотником; в 1905—1910 годах служил в армии, с 1910 года — в полиции.
Участник Первой мировой войны, воевал на Западном фронте, в 1917 переведён в военную полицию. За боевые отличия награждён Железным крестом 2-го класса.
После поражения Германии несколько лет работал строительным рабочим, окончил курсы офицеров полиции в Штутгарте. В начале 30-х годов стал известен крайне жёстким стилем допросов и фанатичной преданностью своей профессии. Дважды вступал в НСДАП (Национал-социалистская рабочая партия Германии) Адольфа Гитлера, в первый раз в 1922 году и вторично 1 января 1931 года (билет № 420 383), 30 июня 1933 года стал членом СА, 10 августа 1939 года — принят в СС (билет № 354 464).
После прихода Гитлера к власти присоединился к полиции Вюртемберга.
С 1939 года назначен криминальным комиссаром в криминальной полиции Штутгарта, где отметился жёстким стилем руководства. Для получения признательных показаний применял насилие по отношению к допрашиваемым. Сотрудник гестапо. В конце 1939 года присоединился к операции под названием Т-4 (убийство людей с психическими расстройствами, умственно отсталых и наследственно отягощённых больных) в Графенеке. Позднее был назначен административным директором Института эвтаназии в Бранденбург-сюр-ла-Гавель, где первым применил для уничтожения людей газ. В 1940 году были отравлены газом самые первые евреи, которых признали психически больными. Его эффективность в уничтожении людей и огромный опыт в этом деле позволили ему стать генеральным инспектором всех институтов эвтаназии. В 1941 году по приказу Виктор Брека в Люблине создал центр эвтаназии — первый вне территории рейха. Принимает решение не использовать Циклон Б в качестве основного средства умерщвления, которое считается не стабильно поставляемым. Для сохранения автономности запускает процесс с применением окиси углерода, получаемой в результате работы советского танкового двигателя.
Со слов унтершарфюрера СС Франца Сухомеля, давшего интервью Клоду Ланцману, «Белжец был лабораторией. Вирт командовал лагерем. И Вирт там провел все мыслимые испытания. Сначала он делал это неправильно. Ямы были переполнены, выгребная яма была выкопана перед трапезной СС. Жуткий запах распространялся от неё. Вирт со своими людьми: Францем, Оберхаузером и Хакенхольдом проводил свои эксперименты в этом месте».
В начале августа 1942 года Одило Глобочник назначил его генеральным инспектором лагерей смерти операции «Рейнхард» (Белжец, Собибор, Треблинка), где с 1942 по 1943 год должно было погибнуть около 1400000 евреев.
В 1943 году завершается операция «Рейнхард». Лагеря разобраны до основания, с целью сокрытия следов.
В конце 1943 года последовал за Одило Глобочником, на северо-восток Италии в Истрию. Кристиан Вирт вместе с подчинёнными людьми отправляются в район граничащий с Югославией, где были включены в боевой отряд по выявлению и уничтожению партизанского движения, под названием Sonderabteilung Einsatz R (de) (по-французски: «специальный отдел действий R»). Вирт получил в своё командование район Триеста.
26 мая 1944 года Вирт погиб, по одной из версий, во время стычки с югославскими партизанами. По версии гауптштурмфюрера СС Франца Штангля, Вирт погиб не от рук партизан, а от пули в спину кого-то из «травников», бывших у него в подчинении, в тот момент, когда он ехал в машине без крыши, во время официальной поездки в северной Истрии (на данный момент недалеко от Хрпелье-Козина в Словении).
Захоронен с почестями на военном кладбище Опичина недалеко от Триеста, в 1959 году прах был перезахоронен на военном кладбище Костермано, недалеко от озера Гарда, в итальянских Альпах.